# Castilla elastica
Castilla elastica of Panamese rubberboom is een boom uit de moerbeifamilie. De soort komt van nature voor in tropische streken in Mexico, Midden-Amerika en het noorden van Zuid-Amerika. 
In de Precolumbiaanse periode was het voor de volkeren in Midden-Amerika de voornaamste bron van latex. Deze latex werd omgezet in bruikbare rubber door het te mengen met een sap van de maanbloem (Ipomoea alba), een klimplant die vaak groeide rond de stam van deze rubberboom. De rubber werd gebruikt voor verschillende doeleinden, het meest in het oog springend was het maken van ballen voor het Midden-Amerikaanse balspel ōllamaliztli, onderdeel van de Olmeekse cultuur. Het woord Olmeek stamt van het woord Olmecatl, dat rubbervolk of volk van Olmán, het rubberland betekent. 